# Sports Weekend: As Nasty As They Wanna Be, Pt. 2
Sports Weekend: As Nasty as They Wanna Be, Pt. 2 è il quinto album in studio dei 2 Live Crew, gruppo musicale di Miami, pubblicato nel 1990. L'album è un seguito di As Nasty As They Wanna Be.

## Tracce
1. "Intro" – 0:45
2. "Pop That Pussy" – 4:17
3. "For How Long" – 0:14
4. "A Fuck Is a Fuck" – 4:15
5. "Let It Rip" – 0:08
6. "Baby Baby Please (Just a Little More Head)" – 2:52
7. "Graveyard" – 0:21
8. "Ugly As Fuck" – 4:25
9. "A Hooker?" – 0:15
10. "Fraternity Joint" – 4:03
11. "Nigga's Comin' Up" – 0:06
12. "Here I Come" – 3:04
13. "I Like It, I Love It" – 3:39
14. "Fuck Off" – 0:33
15. "Mega Mix V" – 3:37
16. "Sweet Suzy" – 0:24
17. "Freaky Behavior" – 4:47
18. "12" Long" – 0:15
19. "Ain't No Pussy Like..." – 3:55
20. "You Are Very Erect" – 0:33
21. "Some Hot Head" – 3:59
22. "Chesterfield Island" – 0:43
23. "I Ain't Bullshittin' III" – 4:52
24. "Balls" – 0:32
25. "The Pussy Caper" – 5:35
26. "Up a Girl's Ass" – 0:20
27. "Who's Fuckin' Who" – 3:57
28. "Pussy (Reprise) For Those Who Like to Fuck" – 2:15